# Listă de jocuri Data East

Sigla Data East

Data East Corporation (データイースト株式会社, Dēta Īsuto kabushiki gaisha), abreviat și ca DECO, a fost o companie japoneză de jocuri video, pinball și inginerie electronică. Compania a funcționat din 1976 până în 2003 și a lansat 150 de titluri de jocuri video. La un moment dat, compania avea vânzări anuale de 20 de miliarde de yeni numai în Statele Unite, dar în cele din urmă a dat faliment. Filiala americană, Data East USA⁠(d), a avut sediul în San Jose, California. Sediul său principal era situat în Suginami, Tokyo.
Aceasta este o listă de jocuri video și de pinball lansate de Data East: 

## Jocuri video

### Arcade
- Super Break (1978)
- Space Fighter (1978)[5]
- Super Break 2 (1978)
- Astro Fighter (1979)
- Mad Alien (1980, a.k.a. Mad Rider and Highway Chase)
- Sengoku Ninja Tai (1980)
- Terranean (1980)
- Astro Fantasia (1981)
- Manhattan (1981)
- Tournament Pro Golf  (1981, a.k.a. Pro Golf and 18 Hole Pro Golf)
- Treasure Island (1981)
- BurgerTime (1982)
- Bump 'n' Jump (1982)
- Disco No. 1 (1982)
- Lock 'n' Chase (1982)
- Zoar (1982, a.k.a. Mission X)
- Pro Tennis (1982)
- Boomer Rang'r (1983)
- Tag Team Wrestling (1983)
- Pro Bowling (1983)
- Pro Soccer (1983)
- Rootin' Tootin' (1983, a.k.a. La-Pa-Pa)
- Super Doubles Tennis (1983)
- B-Wings (1984)
- Cobra Command (1984)
- Kamikaze Cabbie (1984, a.k.a. Yellow Cab)
- Karate Champ (1984)
- Kung-Fu Master (1984)
- Liberation (1984, a.k.a. Dual Assault)
- Mysterious Stones (1984)
- Peter Pepper's Ice Cream Factory (1984)
- Scrum Try (1984)
- Zaviga (1984)
- Metal Clash (1985)
- Performan (1985)
- Ring King (1985)
- Road Blaster (1985)
- Shootout (1985)
- BreakThru (1986)
- Darwin 4078 (1986)
- Express Raider (1986, a.k.a. Western Express)
- Fire Trap (1986)
- Last Mission (1986)
- Lock-On (1986)
- Shackled (1986)
- Side Pocket (1986)
- Zippy Bug (1986)
- Captain Silver (1987)
- Garyo Retsuden (1987)
- Gondomania (1987)
- Heavy Barrel (1987)
- Karnov (1987)
- Oscar: Psycho-Nics (1987)
- The Real Ghostbusters (1987)
- SRD: Super Real Darwin (1987)
- Wonder Planet (1987)
- Bad Dudes Vs. DragonNinja (1988)
- Bloody Wolf (1988)
- Chelnov (1988)
- Cobra Command (1988)
- Hippodrome (1988, a.k.a. Fighting Fantasy)
- RoboCop (1988)
- Stadium Hero (1988)
- Act-Fancer: Cybernetick Hyper Weapon (1989)
- Midnight Resistance (1989)
- Sly Spy (1989)
- Vapor Trail: Hyper Offence Formation (1989)
- The Cliffhanger: Edward Randy (1990)
- Gate of Doom (1990)
- Super BurgerTime (1990)
- Trio The Punch - Never Forget Me... (1990)
- Batman (1990) (Developed By Atari Games and Midway Games)
- Captain America and the Avengers (1991)
- China Town (1991)
- Desert Assault (1991)
- Hop A Tic Tac Toe (1991)
- Joe & Mac (1991)
- Lemmings (1991, versiune prototip pentru Arcade)
- Mutant Fighter (1991)
- RoboCop 2 (1991)
- Rohga: Armor Force (1991)
- Tumblepop (1991)
- Two Crude (1991)
- Boogie Wings (1992)
- Diet Go! Go! (1992)
- Dragon Gun (1992)
- Nitro Ball (1992)
- Wizard Fire (1992)
- Fighter's History (1993)
- Heavy Smash (1993)
- High Seas Havoc (1993)
- Night Slashers (1993)
- Spinmaster (1993)
- Karnov's Revenge (1994)
- Joe & Mac Returns (1994)
- Locked 'n Loaded (1994)
- Street Slam (1994)
- Tattoo Assassins (1994)(Cancelled)
- Windjammers (1994)
- Avengers in Galactic Storm (1995)
- Backfire! (1995)
- Dunk Dream 95 (1995, a.k.a. Hoops 96)
- Magical Drop (video game) (1995)
- Outlaws of the Lost Dynasty (1995)
- Ghostlop (1996)
- Magical Drop II (1996)
- Mausuke no Ojama the World (1996)
- Skull Fang Ku-u-ga Gaiden (1996)
- Stadium Hero '96 (1996)
- Air Walkers (1996)
- Magical Drop III (1997)

### Famicom/Nintendo Entertainment System
- B-Wings (1985)
- BurgerTime (1985)
- Bump 'n' Jump (1986)
- Karate Champ (1986)
- Tag Team Pro Wrestling (1986)
- BreakThru (1987)
- Golf Club: Birdie Rush (1987)
- Karnov (1987)
- Kid Niki: Radical Ninja (1987)
- Ring King (1987)
- Santa Claus no Takarabako (1987)
- Side Pocket (1987)
- Tantei Jingūji Saburō: Shinjuku Chūō Kōen Satsujin Jiken (1987)
- Tōjin Makyō Den: Heracles no Eikō (1987)
- Captain Silver (1988)
- Cobra Command (1988)
- Donald Land (1988)
- Pachinko Grand Prix (1988)
- Rampage (1988)
- Soccer League - Winner's Cup (1988)
- Tantei Jingūji Saburō: Kiken na Futari - Zenpen (1988)
- Tantei Jingūji Saburō: Yokohama-kō Renzoku Satsujin Jiken (1988)
- Al Unser Jr.'s Turbo Racing (1989)
- Bad Dudes (1989)
- Heracles no Eikō II: Titan no Metsubō (1989)
- Home Run Night (1989)
- Tantei Jingūji Saburō: Kiken na Futari - Kōhen (1989)
- Caveman Games (1990)
- Daikaijyu Deburasu (1990)
- Dash Galaxy in the Alien Asylum (1990)
- Heavy Barrel (1990)
- Home Run Night '90 (1990)
- Tantei Jingūji Saburō:Toki no Sugiyuku Mama ni... (1990)
- Little Magic (1990)
- Werewolf: The Last Warrior (1990)
- Bo Jackson Baseball (1991)
- Captain America and the Avengers (1991)
- Dark Lord (1991)
- Metal Max (1991)
- Joe & Mac (1992)

### Game Boy series
- Lock 'n' Chase (1990)
- Side Pocket (1990)
- Nail 'n' Scale (1990)
- BurgerTime Deluxe (1991)
- Heracles no Eikō: Ugokidashita Kamigami (1992)
- Tumblepop (1992)
- Joe & Mac (1993)
- Captain America and the Avengers (1994)
- Magical Drop III (2000)

### Super NES
- Joe & Mac (1991)
- Congo's Caper (1992)
- Heracles no Eikō III: Kamigami no Chinmoku (1992)
- Super Birdie Rush (1992)
- ABC Monday Night Football (1993)
- Captain America and the Avengers (1993)
- Dragon's Lair  (1993)
- Metal Max 2 (1993)
- Sengoku (1993)
- Shadowrun (1993)
- Side Pocket (1993)
- Fighter's History (1994)
- Heracles no Eikō IV: Kamigami kara no Okurimono (1994)
- Joe & Mac 2: Lost in the Tropics (1994)
- Fighter's History: Mizoguchi Kiki Ippatsu!! (1995)
- Magical Drop (1995)
- Metal Max Returns (1995)
- Motteke Oh! Dorobou (1995)
- Magical Drop II (1996)

### Amiga
- Batman: The Caped Crusader (1988)
- Chamber of the Sci-Mutant Priestess (1989)
- ABC Wide World of Sports Boxing (1991)

### PC Engine/TurboGrafx-16
- Bloody Wolf (1989)
- Makai Hakkenden Shada (1989)
- Winning Shot (1989)
- Drop Rock Hora Hora (1990)
- Override (1991)
- Silent Debuggers (1991)

### Master System
- Captain Silver (1988)

### Mega Drive/Genesis
- SRD: Super Real Darwin (1990)
- Midnight Resistance (1991)
- Vapor Trail: Hyper Offence Formation (1991)
- Captain America and the Avengers (1992)
- Chelnov (1992)
- Side Pocket (1992)
- Two Crude Dudes (1992)
- Dashin' Desperados (1993)
- High Seas Havoc (1994)
- Joe & Mac (1994)
- Mega Turrican (1994)
- OutRunners (1994)
- Minnesota Fats: Pool Legend (1995)

### Game Gear
- Captain America and the Avengers (1993)
- Side Pocket (1994)

### Mega LD
- Strahl (1993)

### Sega CD
- Panic! (1994)

### Sega Saturn
- Dark Legend (1995)
- Magical Drop (1995)
- Minnesota Fats: Pool Legend (1995)
- Strahl (1995)
- Creature Shock (1996)
- Defcon 5 (1996)
- Magical Drop II (1996)
- Skull Fang (1996)
- Suiko Enbu: Fuunsaiki (1996)
- Tantei Jingūji Saburō:Mikan no Report (1996)
- Wizardry: VI and VII Complete (1996)
- Karnov's Revenge (1997)
- Magical Drop III (1997)
- Rohga: Armor Force (1997)
- Side Pocket 3 (1997)
- Voice Idol Maniacs: Pool Bar Story (1997)
- Doukoku Soshite... (1998)
- Doukoku Soshite... Final Edition (1998)
- Tantei Jingūji Saburō:Yume no Owari ni (1998)

### Dreamcast
- Revive... Sosei (1999)

### Neo Geo AES
- Karnov's Revenge (1994)
- Spinmaster (1994)
- Street Slam (1994)
- Windjammers (1994)
- Ghostlop (1996)
- Magical Drop II (1996)
- Magical Drop III (1997)

### Neo Geo CD
- Karnov's Revenge (1994)
- Street Slam (1995)
- Windjammers (1995)
- Magical Drop II (1996)

### Neo Geo Pocket Color
- Magical Drop Pocket (1999)

### PlayStation
- Outlaws of the Lost Dynasty (1995)
- Creature Shock (1996)
- Defcon 5 (1996)
- Rohga: Armor Force (1996)
- Tantei Jingūji Saburō:Mikan no Report (1996)
- Magical Drop III: Yokubari Tokudaigou! (1997)
- Soukyugurentai: Oubushutsugeki (1997)
- Voice Idol Collection: Pool Bar Story (1997)
- Tantei Jingūji Saburō:Yume no Owari ni (1998)
- Side Pocket 3 (1998)
- Magical Drop III (1999)
- Magical Drop F: Daibōken Mo Rakujyanai! (1999)
- Tantei Jingūji Saburō: Early Collection (1999)
- Tantei Jingûji Saburô: Tomoshibi ga kienu ma ni (1999)

### Wonderswan
- Magical Drop for WonderSwan  (1999)
- Side Pocket for WonderSwan (1999)

### Mobile
- Caveman Ninja (Joe and Mac) (2021)

## Jocuri pinball
- Aaron Spelling (mod of Lethal Weapon 3)
- Arnon Milchan (mod of Last Action Hero)
- The Adventures of Rocky and Bullwinkle and Friends (1993)
- Back to the Future: The Pinball (1990)
- Batman (1991)
- Checkpoint (1991)
- Guns N' Roses (1994)
- Hook (1992)
- Joel Silver (mod of Star Trek)[6]
- Jurassic Park (1993)
- King Kong (1990)[7]
- Laser War (1987)[8]
- Last Action Hero (1993)
- Lethal Weapon 3 (1992)
- Maverick (1994)
- Michael Jordan (mod of Lethal Weapon 3)
- Monday Night Football (1989)
- Phantom of the Opera (1990)
- Richie Rich (mod of The Who's Tommy Pinball Wizard)
- RoboCop (1989)
- Torpedo Alley (1988)
- Secret Service (1988)
- The Simpsons (1990)
- Star Trek (1991)
- Star Wars (1992)
- Tales from the Crypt (1993)
- Teenage Mutant Ninja Turtles (1991)
- Time Machine (1988)
- The Who's Tommy Pinball Wizard (1994)
- WWF Royal Rumble (1994)